# Teoria del camp mitjà
En física i teoria de la probabilitat, la teoria del camp mitjà (MFT) o la teoria de camps autoconsistent estudia el comportament dels models aleatoris d'alta dimensió (estocàstics) mitjançant l'estudi d'un model més simple que s'aproxima a l'original fent la mitjana de graus de llibertat (el nombre de valors en el càlcul final d'una estadística que són lliures de variar). Aquests models tenen en compte molts components individuals que interactuen entre ells.
La idea principal de MFT és substituir totes les interaccions amb qualsevol cos per una interacció mitjana o efectiva, de vegades anomenada camp molecular. Això redueix qualsevol problema de molts cossos en un problema d'un sol cos efectiu. La facilitat de resoldre problemes de MFT significa que es pot obtenir una visió del comportament del sistema a un cost computacional més baix.
Des de llavors, MFT s'ha aplicat a una àmplia gamma de camps fora de la física, incloent inferència estadística, models gràfics, neurociència, intel·ligència artificial, models epidèmics, teoria de les cues, rendiment de la xarxa informàtica i teoria de jocs, com en l'equilibri de resposta quàntica.

## Orígens
La idea va aparèixer per primera vegada en física (mecànica estadística) en el treball de Pierre Curie i Pierre Weiss per descriure les transicions de fase. La MFT s'ha utilitzat en l'aproximació de Bragg-Williams, els models de la xarxa de Bethe, la teoria de Landau, la llei de Curie-Weiss per a la susceptibilitat magnètica, la teoria de la solució de Flory-Huggins i la teoria de Scheutjens-Fleer.
Els sistemes amb molts (de vegades infinits) graus de llibertat són generalment difícils de resoldre exactament o calcular en forma analítica tancada, excepte en alguns casos simples (per exemple, certes teories gaussianes de camps aleatoris, el model Ising 1D). Sovint sorgeixen problemes combinatoris que dificulten coses com calcular la funció de partició d'un sistema. MFT és un mètode d'aproximació que sovint fa que el problema original sigui resoluble i obert al càlcul, i en alguns casos MFT pot donar aproximacions molt precises.
En la teoria de camps, l'hammiltonià es pot expandir en termes de la magnitud de les fluctuacions al voltant de la mitjana del camp. En aquest context, la MFT es pot veure com l'expansió "d'ordre zero" de l'Hamiltonià en les fluctuacions. Físicament, això significa que un sistema MFT no té fluctuacions, però això coincideix amb la idea que s'està substituint totes les interaccions per un "camp mitjà".
Molt sovint, MFT proporciona un punt de llançament convenient per estudiar les fluctuacions d'ordre superior. Per exemple, quan es calcula la funció de partició, l'estudi de la combinatòria dels termes d'interacció en l'Hamiltonià pot produir, en el millor dels casos, resultats de pertorbació o diagrames de Feynman que corregin l'aproximació del camp mitjà.

## Validesa
En general, la dimensionalitat té un paper actiu a l'hora de determinar si un enfocament de camp mitjà funcionarà per a qualsevol problema en particular. De vegades hi ha una dimensió crítica per sobre de la qual MFT és vàlid i per sota de la qual no ho és.

## Enfocament formal (Hamiltonià)
La base formal de la teoria del camp mitjà és la desigualtat de Bogooliubov. Aquesta desigualtat afirma que l'energia lliure d'un sistema amb hamiltonià
{\displaystyle {\mathcal {H}}={\mathcal {H}}_{0}+\Delta {\mathcal {H}}}
té el límit superior següent:
{\displaystyle F\leq F_{0}\ {\stackrel {\mathrm {def} }{=}}\ \langle {\mathcal {H}}\rangle _{0}-TS_{0},}
on {\displaystyle S_{0}} és l'entropia, i {\displaystyle F} i {\displaystyle F_{0}} són energies lliures de Helmholtz. La mitjana es pren sobre el conjunt d'equilibri del sistema de referència amb Hamiltonià {\displaystyle {\mathcal {H}}_{0}}. En el cas especial que l'hammiltonià de referència és el d'un sistema que no interacciona i, per tant, es pot escriure com
{\displaystyle {\mathcal {H}}_{0}=\sum _{i=1}^{N}h_{i}(\xi _{i}),}
on {\displaystyle \xi _{i}} són els graus de llibertat dels components individuals del nostre sistema estadístic (àtoms, girs, etc.), es pot plantejar aguditzar el límit superior minimitzant el costat dret de la desigualtat. El sistema de referència de minimització és aleshores la "millor" aproximació al sistema real utilitzant graus de llibertat no correlacionats i es coneix com a aproximació del camp mitjà.

## Aplicacions
La teoria del camp mitjà es pot aplicar a una sèrie de sistemes físics per estudiar fenòmens com les transicions de fase.

### Model Ising

#### Derivació formal
La desigualtat de Bogoliubov, mostrada a dalt, es pot utilitzar per trobar la dinàmica d'un model de camp mitjà de la gelosia d'Ising bidimensional. Es pot calcular una funció de magnetització a partir de l'energia lliure aproximada resultant. El primer pas és triar una aproximació més manejable del veritable hamiltonià. Utilitzant un hamiltonià de camp no interaccionant o efectiu,
{\displaystyle -m\sum _{i}s_{i}} ,
l'energia lliure variacional és
{\displaystyle F_{V}=F_{0}+\left\langle \left(-J\sum s_{i}s_{j}-h\sum s_{i}\right)-\left(-m\sum s_{i}\right)\right\rangle _{0}.}
Per la desigualtat de Bogoliubov, simplificant aquesta quantitat i calculant la funció de magnetització que minimitza l'energia lliure variacional s'obté la millor aproximació a la magnetització real. El minimitzador és
{\displaystyle m=J\sum \langle s_{j}\rangle _{0}+h,}
que és la mitjana del conjunt de spin. Això simplifica a
{\displaystyle m={\text{tanh}}(zJ\beta m)+h.}
Equiparar el camp efectiu que senten tots els girs amb un valor de gir mitjà relaciona l'enfocament variacional amb la supressió de les fluctuacions. La interpretació física de la funció de magnetització és llavors un camp de valors mitjans per a girs individuals.

#### Aproximació de girs no interactius
Considereu el model d'Ising en a {\displaystyle d} -reticles dimensionals. L' Hamiltonià ve donat per
{\displaystyle H=-J\sum _{\langle i,j\rangle }s_{i}s_{j}-h\sum _{i}s_{i},}
on el {\displaystyle \sum _{\langle i,j\rangle }} indica la suma sobre la parella de veïns més propers {\displaystyle \langle i,j\rangle }, i {\displaystyle s_{i},s_{j}=\pm 1} són els girs Ising veïns.
Transformem la nostra variable de gir introduint la fluctuació del seu valor mitjà {\displaystyle m_{i}\equiv \langle s_{i}\rangle }. Podem reescriure l'Hamiltonià com
{\displaystyle H=-J\sum _{\langle i,j\rangle }(m_{i}+\delta s_{i})(m_{j}+\delta s_{j})-h\sum _{i}s_{i},}
on definim {\displaystyle \delta s_{i}\equiv s_{i}-m_{i}}; aquesta és la fluctuació del gir.